# Synchiropus grandoculis
Synchiropus grandoculis is een  straalvinnige vissensoort uit de familie van pitvissen (Callionymidae). De wetenschappelijke naam van de soort is voor het eerst geldig gepubliceerd in 2000 door Fricke.
De soort staat op de Rode Lijst van de IUCN als niet bedreigd, beoordelingsjaar 2009.